# Sisyrnodytes defusus
Sisyrnodytes defusus là một loài ruồi trong họ Asilidae. Sisyrnodytes defusus được Oldroyd miêu tả năm 1974. Loài này phân bố ở vùng nhiệt đới châu Phi.